# Traenheim
Traenheim (Tränheim in tedesco,Draane in dialetto alsaziano) è un comune francese di 651 abitanti situato nel dipartimento del Basso Reno nella regione del Grand Est.

## Società

### Evoluzione demografica
Abitanti censiti